# Sarcophaga austenii
Sarcophaga austenii är en tvåvingeart som beskrevs av Salem 1938. Sarcophaga austenii ingår i släktet Sarcophaga och familjen köttflugor.
Artens utbredningsområde är Israel. Inga underarter finns listade i Catalogue of Life.